# A Period of Transition
| 전문가 평가                   | 전문가 평가 |
| 평가 점수                     | 평가 점수   |
| 출처                          | 점수        |
| ----------------------------- | ----------- |
| AllMusic                      | [ 1 ]       |
| The Rolling Stone Album Guide | [ 2 ]       |
| The Village Voice             | B           |

《A Period of Transition》은 1977년 4월에 발매된 북아일랜드의 싱어송라이터 밴 모리슨의 아홉 번째 스튜디오 음반이다. 이 음반은 그의 2년 반 만의 첫 번째 음반이었다. 발매 당시 비평가들과 팬들은 "대부분의 사람들은 브루스 스프링스틴, 밥 시거, 필 라이넛, 그레이엄 파커, 엘비스 코스텔로를 포함한 모리슨의 떠오르는 엘리트들에 도전할 원시적인 보컬 공격성의 작품을 희망했다"고 실망했다. 그러나 이 음반은 〈Heavy Connection〉, 〈Flamingos Fly〉, 〈The Eternal Kansas City〉, 〈Cold Wind in August〉 등 여러 주요 작곡으로 여전히 주목할 만하다.
모리슨은 《라스트 왈츠》에 키보드와 기타 연주뿐만 아니라 이 음반의 공동 프로듀서였던 맥 레베나크 (닥터 존으로 더 잘 알려져 있다)와 함께 참여했다.

## 녹음
클린턴 헤일린은 〈Flamingos Fly〉와 〈Joyous Sound〉에 대해 이렇게 말했다. "《A Period of Transition》을 위해 녹음된 곡은 7곡뿐이며, 이 중 2곡은 1975년에 레코드 플랜트에서 이미 녹음되었다." 이 두 버전은 1998년 컴필레이션 음반인 《The Philosopher's Stone》에 포함되었다. 〈Flamingos Fly〉는 1973년 재키 데샤논과 함께 녹음되었으며 2003년 재발매 음반 《Jackie》에 그 녹음 세션의 다른 세 곡의 모리슨 오리지널 곡과 함께 등장했다. 1973년 4월 18일 녹음 세션 이후 일주일 만에 모리슨이 이 곡을 콘서트에서 연주하는 데 오래 걸리지 않았고, 이 곡은 로스앤젤레스의 슈라인 오디토리엄에서 열린 콘서트에서 선보였다. 이 공연은 이 노래의 유일한 라이브 버전으로 남아 있다.

## 커버 아트
모리슨은 음반의 제목이 앞면 커버를 언급했다고 말했다. 사진작가 켄 맥고완은 모리슨이 마지막 사진에서 반쯤 미소를 지으며 그러한 모든 분위기가 일시적이라는 것을 깨닫기 전까지 다양한 성찰적이고 내성적인 분위기 속에서 모리슨을 포착했다.

## 곡 목록
모든 곡들은 밴 모리슨에 의해 작사/작곡하였다.
| #  | 제목                                    | 재생 시간 |
| -- | --------------------------------------- | --------- |
| 1. | 〈You Gotta Make It Through the World〉 | 5:10      |
| 2. | 〈It Fills You Up〉                     | 4:34      |
| 3. | 〈The Eternal Kansas City〉             | 5:26      |

| #  | 제목                    | 재생 시간 |
| -- | ----------------------- | --------- |
| 1. | 〈Joyous Sound〉        | 2:48      |
| 2. | 〈Flamingos Fly〉       | 4:41      |
| 3. | 〈Heavy Connection〉    | 5:23      |
| 4. | 〈Cold Wind in August〉 | 5:48      |